# Hermann Lewerentz
Hermann Lewerentz, Herman Amandus Ernst Friedrich Wilhelm Lewerentz, (ur. 2 października 1893 w Rostocku, zm. 31 stycznia 1939 w Berlinie-Wilmersdorf) – niemiecki prawnik i działacz samorządowy.

## Życiorys
Syn Karla i Berthy zd. Gragert, zamieszkałych w Mönchhagen koło Rostocku. Ukończył Szkołę Ludową w Mönchhagen (1900-1904) i Gimnazjum Realne w Rostocku. W 1912 podjął studia prawnicze na uniwersytecie w Rostocku, przerwane przez działania I wojny światowej, które następnie kontynuował i zakończył obroną pracy doktorskiej (1919). Był zatrudniony w charakterze asesora sądowego w Rostocku (1922), następnie płatnym radnym i członkiem zarządu w tym mieście (1925). W 1930 objął funkcję burmistrza Sopotu, realizując szereg przedsięwzięć, np. kontynuacji Festiwali Wagnerowskich w Operze Leśnej, poszerzenia głównej arterii komunikacyjnej miasta obecnej al. Niepodległości, podłączenia miejskiej sieci kanalizacyjnej do oczyszczalni ścieków w Gdańsku-Zaspie (1932). W 1934 został odwołany ze stanowiska przez narodowo-socjalistyczne władze Senatu Wolnego Miasta Gdańska. Następnie był zatrudniony na stanowisku radcy w Ministerstwie Finansów Rzeszy (Reichsfinanzministerium) w Berlinie.